# Bălăușeri
Bălăușeri (Balavásár en hongrois, Bladenmarkt en allemand, Blademuert en dialecte saxon) est une commune roumaine du județ de Mureș, dans la région historique de Transylvanie et dans la région de développement du Centre.

## Géographie
La commune de Bălăușeri est située dans le sud-est du județ, à la limite avec le județ de Sibiu, au bord de la Târnava Mică, sur le plateau de Târnava (Podișul Târnavelor), à 24 km au sud-est de Târgu Mureș, le chef-lieu du județ et à 31 km au nord-ouest de Sighișoara.
La municipalité est composée des six villages suivants (population en 2002) :
- Agrișteu (785) ;
- Bălăușeri (1 228), siège de la municipalité ;
- Chendu (1 511) ;
- Dumitreni (545) ;
- Filitelnic (270) ;
- Senereuș (725).

## Histoire
La première mention écrite du village date de 1325 sous le nom de Balausara.
La commune de Bălăușeri a appartenu au royaume de Hongrie, puis à l'empire d'Autriche et à l'Empire austro-hongrois.
En 1876, lors de la réorganisation administrative de la Transylvanie, elle a été rattachée au comitat de Kis-Küküllő dont le chef-lieu était la ville de Târnăveni.
La commune de Bălăușeri a joint la Roumanie en 1920, au traité de Trianon, lors de la désagrégation de l'Autriche-Hongrie. Elle a été de nouveau occupée par la Hongrie de 1940 à 1944, période durant laquelle la communauté juive fut exterminée par les Nazis. Elle est redevenue roumaine en 1945. La plupart des habitants d'origine allemande ont alors quitté le pays.

## Politique
Le conseil municipal de Bălăușeri compte 15 sièges de conseillers municipaux. À l'issue des élections municipales de juin 2008, Istvan Sagyelo (UDMR) a été élu maire de la commune.
| Parti                                      | Nombre de conseillers |
| ------------------------------------------ | --------------------- |
| Union démocrate magyare de Roumanie (UDMR) | 9                     |
| Parti démocrate-libéral (PD-L)             | 4                     |
| Parti civique hongrois                     | 2                     |

## Religions
En 2002, la composition religieuse de la commune était la suivante :
- Réformés, 52,88 % ;
- Chrétiens orthodoxes, 24,44 % ;
- Catholiques romains, 16,03 % ;
- Catholiques grecs, 1,91 % ;
- Pentecôtistes, 1,65 %.

## Démographie
En 1900, la commune comptait 371 Roumains (6,69 %), 3 385 Hongrois (61,01 %) et 1 688 Allemands (30,43 %).
En 1930, on recensait 385 Roumains (6,68 %), 3 208 Hongrois (55,67 %), 1 762 Allemands (30,57 %, 88 Juifs (1,53 %) et 319 Tsiganes (5,54 %).
En 2002, 905 Roumains (17,87 %) côtoient 3 404 Hongrois (67,21 %) et 742 Tsiganes (14,65 %). On comptait à cette date 1 682 ménages et 1 623 logements.
| 1850  | 1880  | 1900  | 1910  | 1930  | 1956  | 1977  | 1992  | 2002  |
| ----- | ----- | ----- | ----- | ----- | ----- | ----- | ----- | ----- |
| 4 473 | 4 807 | 5 265 | 5 548 | 5 763 | 6 302 | 5 923 | 5 214 | 5 064 |

| 2007  | - | - | - | - | - | - | - | - |
| ----- | - | - | - | - | - | - | - | - |
| 5 027 | - | - | - | - | - | - | - | - |

## Économie
L'économie de la commune repose sur l'agriculture.

## Communications

### Routes
Le village de Bălăușeri est situé à l'intersection de la route nationale DN13 (route européenne 60) Târgu Mureș-Sighișoara-Brașov avec la route nationale DN13A qui se dirige vers Sovata et la route régionale DJ142 qui rejoint Târnăveni.

### Voies ferrées
Bălăușeri est desservie par la voie ferrée Blaj-Praid qui la met en relation directe avec Târnăveni et Sovata.

## Lieux et monuments
- Bălăușeri, temple réformé contemporain dû à l'architecte hongrois Károly Kós.

- Agrișteu, église en bois du XIVe siècle.

- Dumitreni, église catholique du XVIIe siècle.